# Brložský potok (Otava)
Der Brložský potok ist ein linker Zufluss der Otava in Tschechien.

## Verlauf
Der Brložský potok entspringt südlich von Záboří in der Blatenská pahorkatina. Seine Quelle liegt am östlichen Fuße der Volyně (587 m). Nach wenigen Metern wird der Bach im Velký rybník und einem weiteren kleinen Teich gestaut.
Der Oberlauf des Baches führt dann zunächst mit südlicher Richtung durch die Teiche Klečkovna, Řežabina und Řežabinka. Bei Katovsko wendet sich der Brložský potok nach Osten und fließt zwischen Nahošín, Bratronice und Doubravice durch die Teiche Nahošín und Kovašín. Das Feuchtwiesenland zwischen beiden Teichen ist als Naturreservat Kovašínské louky geschützt. Bei Milčice nimmt der Bach östliche Richtung. Vorbei an Na Sázkách und Lažany fließt der Brložský potok bei Kořenský Mlýn in den Teich Kořenský rybník. Der weitere Lauf führt vorbei an Sosnovec bei Pilský Mlýn in den Teich Horní Zástava, wo der Bach südöstliche Richtung nimmt. Anschließend fließt der Brložský potok vorbei an Kabelíkův Mlýn durch die Teiche Dolní Zástava, Velkorojický rybník und Malorojický rybník nach Rojice. Zwischen Rojice und Velká Turná wird der Bach von der Bahnstrecke Březnice–Strakonice überbrückt. In Malá Turná wird der Brložský potok im Teich Pančák gestaut. Entlang seines weiteren Laufs liegen die Orte Hubert, Petrovice, Větrov, Jemnice, Brloh, Podolí, Brusy, Stará Dobev und Nová Dobev. Unterhalb von Dobev fließt der Brložský potok durch die Teiche Dobevský rybník und Velký potočný rybník. Letzterer ist einschließlich seiner Uferzone als Naturdenkmal Velký Potočný geschützt. Östlich des Velký potočný rybník erstreckt sich um Na Ovčíně der Golfplatz des Prácheňský golfový klub. Der Unterlauf des Baches verläuft vorbei an Kestřany und Sádky über Hrušov und Chotěbořice. Rechtsseitig des Baches liegt das Ensemble des Schlosses Kestřany, der oberen Feste Kestřany und der Feste Barchov. Nach 27 Kilometern mündet der Brložský potok nördlich des Teiches Podvesný rybník bei Chotěbořice in die Otava.
Zwischen Rojice und Malá Turná verläuft die Bahnstrecke Březnice–Strakonice durch das Tal des Brložský potok. Bei Větrov befindet sich über dem Tal die Ruine der Feste Petrovice.

## Zuflüsse
- Bratronický potok (l), bei Doubravice
- Milčický potok (l), bei Na Sázkách
- Bílý potok (l), oberhalb des Teiches Horní Zástava
- Petrovický potok (r), bei Větrov
- Jemnický potok (r), bei Jemnice
- Mísníček (l), bei Podolí
- Dobevský potok (l), im Teich Dobevský rybník
- Dobrá voda (l), im Teich Dobevský rybník
- Vítkovský potok (r), in Chotěbořice